# Campionato Italiano Velocità in Salita 2016
Il Campionato Italiano Velocità in Salita 2016 è la 58ª edizione del campionato Italiano Velocità in Salita dalla sua istituzione nel 1959.
In questa edizione sono presenti le classi: Scooter, Moto 3, 125 Open (ove gareggiano motocicli di 125 cm³ 2 tempi e 250 cm³ 4 tempi), 250 Open (2T), 600 Stock, Naked, 600 Open, 1000 Open, Supermotard, Sidecar, le Moto d'Epoca GR4 Classiche/Epoca, GR5 GP 175 4T, GR5 GP 250 2T/4T, Classiche GP e Vintage 83.
La novità del 2016 è l'aggiunta al calendario di due nuove gare, la Leccio - Reggello e la Molino del Pero - Monzuno.
La gara Carpasio - Pratipiani e la Poggio - Vallefredda sono valevoli per il Campionato Europeo.
La gara Spoleto - Forca di Cerro è una gara doppia.

## Calendario gare
| Data      | Tracciato                 | Vincitore           | Vincitore      | Vincitore       | Vincitore        | Vincitore        | Vincitore          | Vincitore         | Vincitore         | Vincitore       | Vincitore        | Vincitore |
| Data      | Tracciato                 | Scooter             | Moto 3         | 125 Open        | 250 Open         | 600 Stock        | Naked              | 600 Open          | Supermotard       | 1000            | Sidecar          | Fonte     |
| --------- | ------------------------- | ------------------- | -------------- | --------------- | ---------------- | ---------------- | ------------------ | ----------------- | ----------------- | --------------- | ---------------- | --------- |
| 8 maggio  | Leccio - Reggello         | RIDOLFI Matteo      | LOMBARDI Marco | MAZZI Giacomo   | QUEIROLO Marco   | LIGNITE David    | MARCHELLI Riccardo | CURINGA Francesco | DAL MOLIN Manuel  | Stefano Bonetti | BARBI - DORATORI | ficr.it   |
| 26 giugno | Carpasio - Cratipiani     |                     | LOMBARDI Marco | GINESINI Marco  | CIPRIANI Claudio | SULLO Carmine    | MARCHELLI Riccardo | CURINGA Francesco | PEDRIALI Loris    | Stefano Bonetti | BARBI - DORATORI | ficr.it   |
| 10 luglio | Molino del Pero - Monzuno | RODOLFI Matteo      | LOMBARDI Marco | MAZZI Giacomo   | QUEIROLO Marco   | SULLO Carmine    | Stefano Manici     | CURINGA Francesco | MAJOLA Andrea     | Stefano Bonetti | PADOAN - BOTTINO | ficr.it   |
| 06 agosto | Spoleto - Forca di Cerro  |                     | LOMBARDI Marco | GINESINI Marco  | QUEIROLO Marco   | FRISANCO Stefano | Stefano Manici     | CURINGA Francesco | MAJOLA Andrea     | Stefano Bonetti | BARBI - DORATORI | ficr.it   |
| 07 agosto | Spoleto - Forca di Cerro  |                     | LOMBARDI Marco | GUBBINI Giacomo | QUEIROLO Marco   | SULLO Carmine    | Stefano Manici     | NARI Stefano      | MAJOLA Andrea     | Stefano Bonetti | BARBI - DORATORI | ficr.it   |
| 21 agosto | Poggio - Vallefredda      | CIANFRANI Francesco | LOMBARDI Marco | GINESINI Marco  | QUEIROLO Marco   | LIGNITE David    | Stefano Manici     | CURINGA Francesco | MATARAZZO Carmine | Stefano Bonetti | BARBI - DORATORI | ficr.it   |

## Classifiche

### Classe Scooter
Campione Ridolfi Matteo

### Classe Moto 3
| Pos | Pilota           | Leccio - Reggello | Carpasio Pratipiani | Molino del Pero Monzuno | Spoleto - Forca di Cerro 1 | Spoleto - Forca di Cerro 2 | Poggio Vallefredda | TOT |
| --- | ---------------- | ----------------- | ------------------- | ----------------------- | -------------------------- | -------------------------- | ------------------ | --- |
| 1   | LOMBARDI Marco   | 50                | 50                  | 50                      | 45                         | 50                         | 50                 | 295 |
| 2   | RONZONI Giovanni | 40                | 40                  | 40                      | 25                         |                            |                    | 145 |
| 3   | ADAMI Luciano    | 32                | 32                  | 32                      |                            |                            | 40                 | 136 |

Classe 125 GP/Open
| Pos | Pilota          | Leccio - Reggello | Carpasio Pratipiani | Molino del Pero Monzuno | Spoleto - Forca di Cerro 1 | Spoleto - Forca di Cerro 2 | Poggio Vallefredda | TOT |
| --- | --------------- | ----------------- | ------------------- | ----------------------- | -------------------------- | -------------------------- | ------------------ | --- |
| 1   | MAZZI Giacomo   | 50                | 19                  | 50                      | 22                         | 21                         | 17                 | 179 |
| 2   | GINESINI Marco  |                   | 45                  |                         | 45                         | 32                         | 45                 | 167 |
| 3   | GUBBINI Giacomo |                   | 32                  |                         | 36                         | 50                         | 45                 | 163 |

### Classe 250 GP/Open
| Pos | Pilota            | Leccio - Reggello | Carpasio Pratipiani | Molino del Pero Monzuno | Spoleto - Forca di Cerro 1 | Spoleto - Forca di Cerro 2 | Poggio Vallefredda | TOT |
| --- | ----------------- | ----------------- | ------------------- | ----------------------- | -------------------------- | -------------------------- | ------------------ | --- |
| 1   | QUEIROLO Marco    | 50                | 45                  | 50                      | 45                         | 50                         | 50                 | 290 |
| 2   | TESTONI Guido     | 40                | 32                  | 40                      | 45                         | 40                         | 40                 | 237 |
| 3   | LANNUTTI Fabrizio | 32                | 24                  | 32                      | 32                         | 32                         | 26                 | 178 |

### Classe 600 Stock
| Pos | Pilota           | Leccio - Reggello | Carpasio Pratipiani | Molino del Pero Monzuno | Spoleto - Forca di Cerro 1 | Spoleto - Forca di Cerro 2 | Poggio Vallefredda | TOT |
| --- | ---------------- | ----------------- | ------------------- | ----------------------- | -------------------------- | -------------------------- | ------------------ | --- |
| 1   | SULLO Carmine    | 36                | 50                  | 45                      | 40                         | 45                         | 32                 | 248 |
| 2   | LIGNITE David    | 50                | 32                  | 36                      | 32                         | 45                         | 45                 | 240 |
| 3   | FRISANCO Stefano | 22                | 40                  | 25                      | 50                         | 32                         | 25                 | 205 |

### Classe Naked 650
| Pos | Pilota             | Leccio - Reggello | Carpasio Pratipiani | Molino del Pero Monzuno | Spoleto - Forca di Cerro 1 | Spoleto - Forca di Cerro 2 | Poggio Vallefredda | TOT |
| --- | ------------------ | ----------------- | ------------------- | ----------------------- | -------------------------- | -------------------------- | ------------------ | --- |
| 1   | Stefano Manici     | 27                | 45                  | 45                      | 50                         | 45                         | 50                 | 262 |
| 2   | MARCHELLI Riccardo | 50                | 45                  | 36                      | 36                         | 29                         | 24                 | 220 |
| 3   | CIFONE Andrea      | 36                | 32                  | 33                      | 24                         | 45                         | 26                 | 196 |

### Classe 600 Open
| Pos | Pilota            | Leccio - Reggello | Carpasio Pratipiani | Molino del Pero Monzuno | Spoleto - Forca di Cerro 1 | Spoleto - Forca di Cerro 2 | Poggio Vallefredda | TOT |
| --- | ----------------- | ----------------- | ------------------- | ----------------------- | -------------------------- | -------------------------- | ------------------ | --- |
| 1   | CURINGA Francesco | 50                | 50                  | 50                      | 45                         | 40                         | 50                 | 285 |
| 2   | NARI Stefano      | 40                | 40                  | 33                      | 45                         | 50                         | 40                 | 248 |
| 3   | LANNUTTI Fabrizio | 19                | 24                  | 27                      | 26                         | 29                         | 27                 | 152 |

### Classe Supermoto
| Pos | Pilota           | Leccio - Reggello | Carpasio Pratipiani | Molino del Pero Monzuno | Spoleto - Forca di Cerro 1 | Spoleto - Forca di Cerro 2 | Poggio Vallefredda | TOT |
| --- | ---------------- | ----------------- | ------------------- | ----------------------- | -------------------------- | -------------------------- | ------------------ | --- |
| 1   | MAJOLA Andrea    | 40                | 45                  | 45                      | 50                         | 50                         | 45                 | 275 |
| 3   | DAL MOLIN Manuel | 50                | 22                  | 45                      | 40                         | 40                         | 32                 | 229 |
| 3   | GALVANI Gerardo  | 24                | 19                  | 32                      | 22                         | 24                         | 26                 | 143 |

### Classe 1000
| Pos | Pilota               | Leccio - Reggello | Carpasio Pratipiani | Molino del Pero Monzuno | Spoleto - Forca di Cerro 1 | Spoleto - Forca di Cerro 2 | Poggio Vallefredda | TOT |
| --- | -------------------- | ----------------- | ------------------- | ----------------------- | -------------------------- | -------------------------- | ------------------ | --- |
| 1   | Stefano Bonetti      | 50                | 50                  | 50                      | 50                         | 50                         | 50                 | 300 |
| 2   | GIOVANNONI Marco     | 29                | 40                  | 40                      | 40                         | 36                         | 40                 | 225 |
| 3   | PIVA Francesco Maria | 29                | 32                  | 29                      | 29                         | 26                         | 32                 | 177 |

### Classe Sidecar
| Pos | Pilota            | Leccio - Reggello | Carpasio Pratipiani | Molino del Pero Monzuno | Spoleto - Forca di Cerro 1 | Spoleto - Forca di Cerro 2 | Poggio Vallefredda | TOT |
| --- | ----------------- | ----------------- | ------------------- | ----------------------- | -------------------------- | -------------------------- | ------------------ | --- |
| 1   | BARBI - DORATORI  | 50                | 50                  | 45                      | 45                         | 50                         | 50                 | 290 |
| 2   | MANFREDI - ROCCHI | 31                | 32                  | 32                      | 36                         | 40                         | 40                 | 211 |
| 3   | ZECCHI - ZECCHI   |                   | 24                  | 22                      | 26                         | 32                         | 19                 | 123 |